# Barbent fotblomfluga
Barbent fotblomfluga (Platycheirus ramsarensis) är en tvåvingeart som beskrevs av Goeldlin, Maibach och Speight 1990. Barbent fotblomfluga ingår i släktet fotblomflugor, och familjen blomflugor.
Artens utbredningsområde är Schweiz. Arten är reproducerande i Sverige. Inga underarter finns listade i Catalogue of Life.